# 玛祥仲巴杰
玛祥仲巴杰（藏語：མ་ཞང་གྲོམ་པ་སྐྱེས），是吐蕃帝国时期的一位官员，出身那囊氏家族，官拜尚论（藏語：ཞང་བློན་）。
赤德祖赞被暗杀后，赤松德赞继位，因年幼，由玛祥仲巴杰和恩兰·达扎路恭代理朝政。玛祥仲巴杰与达扎路恭都是苯教徒，他们都反对赤松德赞的兴佛政策。
藏传佛教的文献则称他是强烈的反佛者，他宣称赤德祖赞的英年早逝是因为推行佛法的缘故，并认为佛教的转生之说为妄语，应该废除佛教、推崇苯教。在他执政期间，制定了不准推行佛教的“小法律”（藏語：ཁྲིམས་ཆུང）。玛祥下令将拉萨的佛像埋葬了地下，但又害怕神明不悦，最后将佛像送往了芒域（藏語：མང་ཡུལ་）的吉隆（今日喀则市吉隆县一带）。虽然如此，仍有不少人暗中信奉佛教。吐蕃官员巴赛囊前往天竺，向中观瑜伽行派的创立人寂护大师学习佛法，并改名益喜旺波。益喜旺波归国后，同出使唐朝归来的使者巴桑希（藏語：སྦ་སང་ཤི།）一起劝说赤松德赞推行佛教。赤松德赞对玛祥的专权非常不满，暗中培养自己派系的势力。听了二人的劝说之后，对佛教产生了兴趣，遂令二人秘密翻译佛经。后来，赤松德赞在亲信墀桑雅甫拉、洛德古囊恭（藏語：ལོ་ཏེ་གུ་སྣང་གོང）的帮助下，铲除了玛祥等反佛派势力并亲政。
然而苯教文献则记载，赤松德赞在二十岁以前是一位苯教徒，以苯教上师贝湟沽（藏語：སྤེ་ནེ་གུ）和颇哈雪章（藏語：འབོ་ཧ་ཤོད་དྲམ་）为师。后来赤松德赞不顾大臣们的反对，一意孤行地推广佛教、压抑苯教。玛祥仲巴杰和恩兰·达扎路恭都表示反对，玛祥还预言称：“如是，末日将至，往昔苯教之经典将被抛弃。因做恶行，故此国将动乱，王与属民将遭祸害。”而赤松德赞的亲信墀桑雅甫拉亦是苯教徒，曾试图以松赞干布压抑苯教而寿短的先例来劝阻赤松德赞推行佛教的政策。
玛祥仲巴杰的结局是个谜。根据藏传佛教文献《贤者喜宴》的说法，他被赤松德赞的亲信骗入了一座坟墓之中，被活活困死在了里面。另一佛教文献《巴协》则称玛祥因为舌与上颚破裂而死。苯教文献《格言宝库》中则称，赤松德赞的兴佛政策是通过“使佛苯双方辩论”的方法而进行的，并没有杀害玛祥。